# Клочев
Клочев (пол. Kłoczew) — село в Польщі, у гміні Клочев Рицького повіту Люблінського воєводства.
Населення — 1174 особи (2011).
У 1975-1998 роках село належало до Седлецького воєводства.

## Демографія
Демографічна структура станом на 31 березня 2011 року:
|          | Загалом | Допрацездатний вік | Працездатний вік | Постпрацездатний вік |
| -------- | ------- | ------------------ | ---------------- | -------------------- |
| Чоловіки | 585     | 130                | 405              | 50                   |
| Жінки    | 589     | 128                | 339              | 122                  |
| Разом    | 1174    | 258                | 744              | 172                  |